# Depot-Gletscher
Der Depot-Gletscher ist ein klar definierter und von Seitenmoränen flankierter Talgletscher am nördlichen Ende der Trinity-Halbinsel im Grahamland auf der Antarktischen Halbinsel. Er mündet in Form eines hoch aufragenden Eiskliffs in das Kopfende der Hope Bay.
Entdeckt wurde er bei der Schwedischen Antarktisexpedition (1901–1903) unter der Leitung des Polarforschers Otto Nordenskjöld. Dieser benannte ihn so, da er vom Antarctic-Sund aus betrachtet als Standort für ein Versorgungslager in Frage kam.